# Gissey-sous-Flavigny
Gissey-sous-Flavigny és un municipi francès, situat al departament de la Costa d'Or i a la regió de Borgonya - Franc Comtat. L'any 2007 tenia 102 habitants.

## Demografia

### Població
El 2007 la població de fet de Gissey-sous-Flavigny era de 102 persones. Hi havia 48 famílies, de les quals 20 eren unipersonals (16 homes vivint sols i 4 dones vivint soles), 12 parelles sense fills, 12 parelles amb fills i 4 famílies monoparentals amb fills.
La població ha evolucionat segons el següent gràfic:
Habitants censats

### Habitatges
El 2007 hi havia 82 habitatges, 51 eren l'habitatge principal de la família, 17 eren segones residències i 14 estaven desocupats. 79 eren cases i 2 eren apartaments. Dels 51 habitatges principals, 46 estaven ocupats pels seus propietaris, 3 estaven llogats i ocupats pels llogaters i 2 estaven cedits a títol gratuït; 1 tenia una cambra, 2 en tenien dues, 9 en tenien tres, 13 en tenien quatre i 26 en tenien cinc o més. 41 habitatges disposaven pel capbaix d'una plaça de pàrquing. A 23 habitatges hi havia un automòbil i a 22 n'hi havia dos o més.

### Piràmide de població
La piràmide de població per edats i sexe el 2009 era:
| Homes | Edats   | Dones |
| ----- | ------- | ----- |
| 0     | 95 o +  | 0     |
| 4     | 90 a 94 | 8     |
| 0     | 85 a 89 | 0     |
| 0     | 80 a 84 | 4     |
| 0     | 75 a 79 | 0     |
| 8     | 70 a 74 | 0     |
| 4     | 65 a 69 | 0     |
| 0     | 60 a 64 | 4     |
| 4     | 55 a 59 | 0     |
| 4     | 50 a 54 | 4     |
| 4     | 45 a 49 | 0     |
| 0     | 40 a 44 | 4     |
| 4     | 35 a 39 | 0     |
| 0     | 30 a 34 | 0     |
| 4     | 25 a 29 | 0     |
| 0     | 20 a 24 | 0     |
| 0     | 15 a 19 | 0     |
| 4     | 10 a 14 | 0     |
| 0     | 5 a 9   | 4     |
| 0     | 0 a 4   | 0     |

## Economia
El 2007 la població en edat de treballar era de 59 persones, 44 eren actives i 15 eren inactives. De les 44 persones actives 42 estaven ocupades (26 homes i 16 dones) i 2 estaven aturades (1 home i 1 dona). De les 15 persones inactives 10 estaven jubilades, 3 estaven estudiant i 2 estaven classificades com a «altres inactius».

### Ingressos
El 2009 a Gissey-sous-Flavigny hi havia 50 unitats fiscals que integraven 99,5 persones, la mediana anual d'ingressos fiscals per persona era de 15.795 €.

### Activitats econòmiques
Els 2 establiments que hi havia el 2007 eren d'empreses d'hostatgeria i restauració.
L'únic servei als particulars que hi havia el 2009 era un restaurant.
L'any 2000 a Gissey-sous-Flavigny hi havia 5 explotacions agrícoles.

## Poblacions més properes
El següent diagrama mostra les poblacions més properes.